# Owen Gingerich
Owen Gingerich (1930 - 28 de maio de 2023) foi um pesquisador e professor aposentado de astronomia e de história da ciência na Universidade de Harvard e um astrônomo emérito no Observatório Astrofísico Smithsonian. Gingerich também escreveu muitos livros sobre história da astronomia e foi membro da Academia de Artes e Ciências dos Estados Unidos, da Sociedade Filosófica Americana e da Academia Internacional de História da Ciência. Tem sido ativo na Afiliação Científica Americana, uma sociedade de cientistas evangélicos e faz atualmente parte do conselho administrativo da Fundação John Templeton.

## Primeiros anos
Gingerich nasceu em uma família menonita em Washington, Iowa, Estados Unidos, mas cresceu nas pradarias do Kansas, onde se interessou por astronomia, Seu pai, Melvin Gingerich, dava aulas no Bethel College em North Newton, Kansas, de 1941 a 1947, quando começou a trabalhar no Goshen College, no Indiana. Quando sua família mudou-se, Owen começou a assitir aulas no Goshen College sem ter graduado no ensino secundário, tendo completado apenas seu décimo-primeiro ano de educação. Ele continuou seus estudos na Universidade de Harvard. Em 2004, o colégio de North Newton lhe conferiu simbolicamente seu diploma de ensino secundário.

## Carreira e contribuições

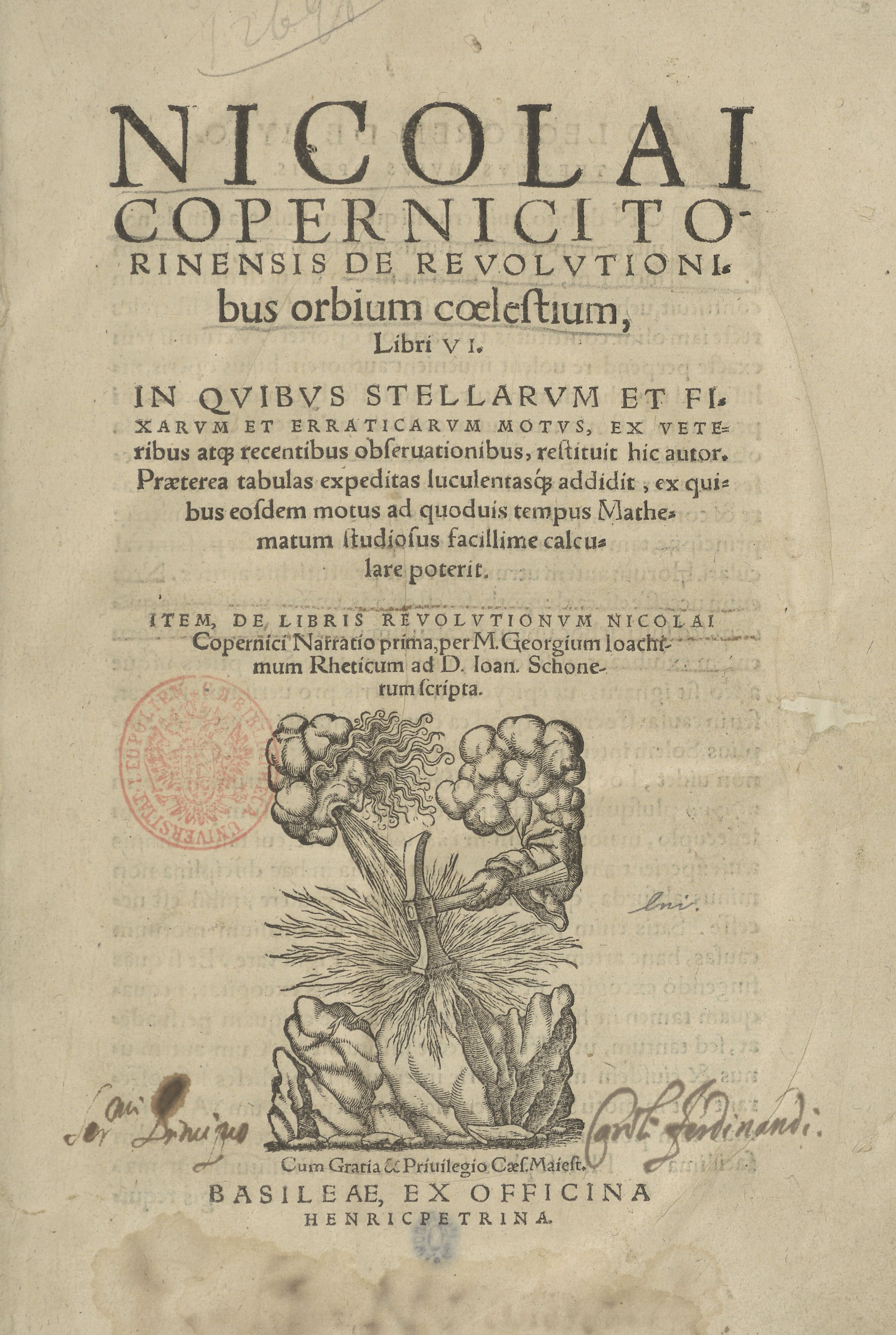
Devido grandemente ao trabalho de Gingerich, De revolutionibus (capa da segunda edição de 1566, Basileia) foi pesquisado e catalogado mais do que qualquer outro livro histórico de primeira edição, com a exceção da bíblia de Gutenberg

Owen Gingerich começou a ministrar aulas de astronomia em Harvard, onde suas aulas ganharam destaque por utilizar-se de maneiras pouco comuns de ganhar a atenção da turma. Em uma de suas demonstrações, Gingerich acionou um extintor de incêndio sobre uma tábua deslizante e foi propelido para fora da sala de aula, com intuito de demonstrar a terceira lei de Newton. Ele também se vestia de cientistas e acadêmicos do século XVI, também para chamar atenção às suas aulas. Gingerich também estava associado ao Instituto Smithsoniano e foi diretor da Comissão de Definição de Planeta da União Astronômica Internacional (UAI), que estava encarregada na definição astronômica de planeta, polêmica em voga depois da descoberta de Éris.
Os sete membros do comitê elaborarm uma definição de planeta que preservava Plutão como planeta, exigindo apenas que o planeta fosse suficientemente grande para assumir um equilíbrio hidrostático (forma esférica) e que o planeta orbitasse uma estrela sem ser ele mesmo outra estrela. Essa proposta foi criticada por muitos por acharem que tal proposta enfraqueceria o significado do termo. A definição final adotada pela UAI adicionou mais um requerimento, que o corpo celeste devia ter "limpado suas vizinhanças" de qualquer outro objeto com dimensões consideráveis, uma forma de se expressar que Gingerich não estava satisfeito.
Além das pesquisas astronômicas, Gingerich também estudou história da astronomia. Na década de 1950, Gingerich pesquisou a vida de Charles Messier e o seu catálogo. Achou notas de Messier sobre dois objetos que não estavam em seu catálogo, descobertos por Pierre Méchain, que o próprio Gingerich adicionou ao catálogo: os objetos M108 e M109. Investigou outros objetos do catálogo de Messier, concluindo que o objeto M91 era um cometa e que o objeto M102 era provavelmente uma duplicação de M101. A primeira conclusão caiu por terra com W. C. Williams, que trouxe evidências que M91 era provavelmente o objeto NGC 4548, embora a segunda conclusão de Gingerich continue em aberto.
Gingerich é considerado autoridade sobre Johannes Kepler e Nicolau Copérnico, especialmente em relação à obra copernicana De revolutionibus orbium coelestium.
Em 1959, no segundo capítulo do The Sleepwalkers, intitulado "O Sistema de Copérnico", Arthur Koestler escreveu que "O livro que ninguém leu - Sobre as revoluções das esferas celestes (De revolutionibus orbium coelestium) - foi e ainda é um "worst-seller". Após ler no Observatório Real de Edinburgo uma cópia cuidadosamente anotada que pertencia anteriormente a Erasmus Reinhold, um proeminente astrônomo alemão do século XVI que trabalhou na Prússia pouco depois da morte de Copérnico, Gingerich aficionou-se em conferir a afirmação de Koestler e a pesquisar quem tinha as poucas edições do livro de Copérnico antes do século XIX e o estudado, incluindo o original de 1543 em Nuremberg e a segunda edição em 1566, na Basileia. Gingerich também documentou onde e como o livro foi censurado. Devido grandemente ao trabalho de Gingerich, o De revolutionibus orbium coelestium tem sido pesquisado e catalogado mais do que qualquer outro livro histórico de primeira edição, excetuando-se a bíblia de Gutenberg.

## Ciência e religião
Gingerich é um teísta, astrônomo e historiador da ciência. Por esse motivo, Gingerich foi solicitado várias vezes para comentar sobre assuntos sobre as questões relativas à inter-relação entre ciência e fé. Uma dessas questões, o design inteligente, Gingerich invoca o problema com "imensa incompreensão dos amigos e inimigos". Por um lado, ele diz que é lamentável que pareça ser uma reação instintiva entre seus críticos que o design inteligente é simplesmente criacionismo da Terra Jovem disfarçado. Por outro lado, ele diz que enquanto os apoiantes do design inteligente fazem um bom caso para um entendimento coerente da natureza do cosmos,
"eles deixam a desejar em prover quaisquer mecanismos para as causas eficientes que primeiramente engajam cientistas em nossa época. O design inteligente não explica a distribuição temporal ou geográfico das espécies ou as relações intrínsecas do código do DNA. O design inteligente é interessante como uma ideia filosófica, mas não substitui as explicações científicas que a evolução oferece."
Gingerich acredita "que há um Deus como arquiteto, que usa o processo evolucionário para alcançar grandes feitos - que estão tão longe quanto os seres humanos conseguem ver, o desenvolvimento da consciência própria." Ele escreveu que "Eu ... acredito no design inteligente, com letras minúsculas. Mas eu tenho problemas com o Design Inteligente, com letras maiúsculas - um movimento visto como sendo antievolucionista." Ele indicou que argumentos teleológicos, tais como o aparente universo bem afinado, podem contar como evidência, mas não como prova para a existência de Deus. Ele disse que "um senso comum e a interpretação que satifaz nosso mundo sugere a mão arquiteta de uma superinteligência."
Aceitando a origem comum das espécies, Gingerich é um evolucionista teísta. Portanto, ele não aceita o naturalismo metafísico, escrevendo que
"A maior parte das mutações são um desastre, mas talvez alguns inspirados não são. As mutações podem ser inspiradas? Aqui está o divisor de águas ideológico, a divisão entre a evolução ateísta e a evolução teísta e francamente isso fica além dos limites da ciência, de uma forma ou de outra. A ciência não entrará em colapso se alguns praticantes estiverem convencidos de que ocasionalmente houve contribuição criativa na longa cadeia do ser."
As crenças de Gingerich resultaram algumas vezes em críticas de criacionistas da Terra Jovem, que discordam que o universo tenha bilhões de anos de idade. Gingerich tem respondido, em parte, dizendo que "a grande tapeçaria da ciência é tecida em conjunto com a pergunta "como?". Enquanto que o relato bíblico e de fé "aborda questões totalmente diferentes: não o como, mas as motivações do "Quem".

## Realizações e prêmios
Em Harvard, Gingerich ministrou o "The Astronomical Perspective", um curso de ciências para não-cientistas, que à época de sua aposentadoria, em 2000, era o curso de mais longa gestão pelos mesmos gestores da universidade. Em um semestre, quando o número de estudantes que se inscreveram para o curso não chegou a lotar, Gingerich contratou um avião para voar sobre Harvard com o banner: "Sci A-17 M, W, F. Try it!" ("Experimente!"). A classe estava lotada até o final daquela semana. Em 1984, ele ganhou o prêmio Harvard-Radcliffe Phi Beta Kappa de excelência no ensino, em parte devido ao seu uso criativo de trajes medievais, extintores de incêndio, e pelo menos de uma aeronave.
Além de seus mais de 20 livros, Gingerich publicou cerca de 600 artigos técnicos ou de ensino e opiniões. Escreveu muitos outros artigos para o público. Duas antologias de seus ensaios foram publicados, o The Great Copernicus Chase and Other Adventures in Astronomical History, pela editora da Universidade de Harvard, e o The Eye of Heaven: Ptolemy, Copernicus, Kepler, no Instituto Americano de Física.
Ele é conselheiro da Sociedade Astronômica Americana e ajudou a organizar a sua Divisão de História da Astronomia. Em 2000, ele ganhou o prêmio Doggett por suas contribuições à história da astronomia. Foi agraciado com o Prêmio Jules Janssen da Sociedade Francesa de Astronomia em 2006.
O asteroide 2658 Gingerich, descoberto em 13 de fevereiro de 1980, no Harvard College Observatory, foi batizado em sua homenagem.

## Obras
- Owen Gingerich: "Astronomy" em The Encounter between Christianity and Science, editado por Richard H. Bube, William B. Eerdmans Publishing Company, 1968, páginas 109-133
- Owen Gingerich: The Role of Erasmus Reinhold and the Prutenic Tables in the Dissemination of the Copernican Theory, 1973
- Owen Gingerich, Robert S. Westman: The Wittich Connection: Conflict and Priority in Late Sixteenth-century Cosmology, Sociedade Filosófica Americana, 1988,
- Owen Gingerich: The Book Nobody Read: Chasing the Revolutions of Nicolaus Copernicus. Nova York: Walker, 2004 ISBN 0-8027-1415-3
- Owen Gingerich: An annotated census of Copernicus' De revolutionibus (Nuremberg, 1543 e Basileia, 1566). Leiden: Brill, 2002 ISBN 90-04-11466-1 (Studia copernicana. Brill's series; v. 2)
- Owen Gingerich: God's Universe. Belnap Press, 2006 ISBN 0674023706
- Editor gerak do Oxford Portraits in Science (1996 - )
- Owen Gingerich: The Eye of Heaven: Ptolemy, Copernicus, Kepler. Nova Iorque: Instituto Americano de Física, 1993 ISBN 0-88318-863-5